# Sinéad Cusack
Sinéad Moira Cusack, född 18 februari 1948 i Dalkey, Dublin, Irland, är en irländsk skådespelare. Cusack är sedan 1978 gift med Jeremy Irons och tillsammans har de två söner, Samuel James (född 1978) och Max Irons (född 1985). Utöver detta har Cusack sonen Richard Boyd Barrett, född 1967. Cusack är känd bland annat som teaterskådespelare, men även för sina filmroller såsom Hannah Thornton i North & South, Delia Surridge i V for Vendetta, Helen i Eastern Promises och Clea i Wrath of the Titans.

## Filmografi (i urval)
- David Copperfield (1969)
- De blodiga sköldarna (1969)
- Revenge (1971)
- Glöm inte kamelerna (1977)
- Rocket Gibraltar (1988)
- Stealing Beauty (1996)
- V for Vendetta (2005)
- Eastern Promises (2007)
- Wrath of the Titans (2012)